# Australie aux Jeux de l'Empire britannique de 1930
L'Australie a participé aux Jeux de l'Empire britannique de 1930 à Hamilton, Ontario, Canada, du 16 au 23 août 1930.
L'Australie était l'un des onze pays à être représentés à ces Jeux inauguraux.
Lors de ces premiers Jeux, l'Australie n'a remporté que huit médailles contre 61 pour l'Angleterre. Le retour des Australiens a été retardé car le RMS Tahiti sur lequel ils devaient effectué leur voyage retour a coulé pendant les Jeux.

## Médailles
| Médaille           | Nom                   | Sport      | Épreuve                 |
| ------------------ | --------------------- | ---------- | ----------------------- |
| Médaille d'or      | Bobby Pearce          | Aviron     | Skiff                   |
| Médaille d'or      | Noel Ryan (en)        | Natation   | 400 mètres nage libre   |
| Médaille d'or      | Noel Ryan (en)        | Natation   | 1 500 mètres nage libre |
| Médaille d'argent  | William Whyte (en)    | Athlétisme | 1 Mile                  |
| Médaille d'argent  | Alex Hillhouse (en)   | Athlétisme | 2 miles steeple         |
| Médaille d'argent  | Alex Hillhouse (en)   | Athlétisme | 3 miles                 |
| Médaille d'argent  | Dudley Gallagher (en) | Boxe       | Poids moyens (75kg)     |
| Médaille de bronze | George Golding (en)   | Athlétisme | 440 yards               |

## Athlètes
Voici la liste du nombre de concurrents participant aux Jeux par sport/discipline.

### Athlétisme
440 yards
- George Augustus Golding – Bronze, 49.6 s
- Herbert Alexander Bascombe – 6e, 49.4 s

880 yards
- Herbert Alexander Bascombe – 5e de la manche 1
- George Augustus Golding – N'a pas terminé

1 Mile
- William "Tickle" Miller Whyte – Argent, 4 min 17.0 s
- Russell McDougall – 7e

2 miles steeple
- Alex John Hillhouse – Argent

3 miles
- Alex John Hillhouse – Argent, 14 min 27.6 s

6 miles
- Alex John Hillhouse – N’a pas courus

4 x 110 yards
- Australie – N’a pas courus

### Aviron
Skiff
- Robert Pearce – Or

### Boxe
Poids moyens (75kg)
- Dudley C. Gallagher – Argent

### Natation
100 mètres dos
- (Ivan) William Cameron – 4e

100 mètres nage libre
- (Ivan) William Cameron – 4e

400 mètres nage libre
- Noel Phillip Ryan – Or, 4 min 39.8 s

1 500 mètres nage libre
- Noel Phillip Ryan – Or, 18 min 55.4 s

## Officiel
- Manager Honoraire – Hugh Richard Weir (VIC)
- Coach-Formateur Honoraire – Harvey Howard Fargher (VIC)